# Beletrystyka

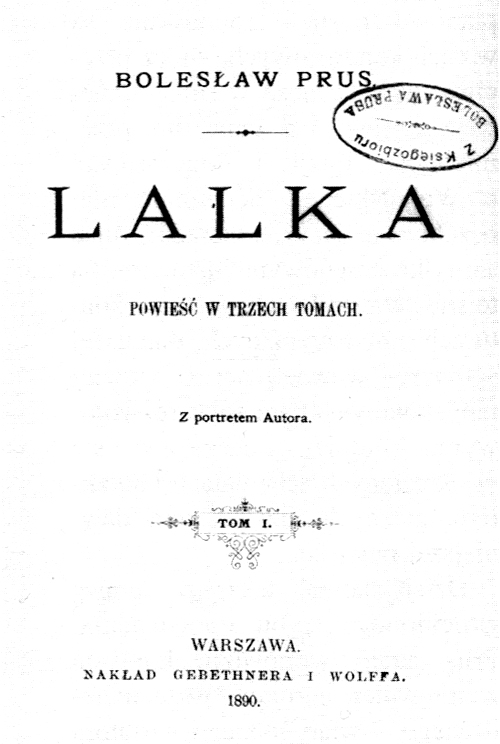
Lalka - przykład utworu beletrystycznego

Beletrystyka (fr. belles-lettres – literatura piękna) – proza fabularna, bardzo szeroki gatunek literacki wchodzący w skład literatury pięknej. W jej zasobie znajdują się utwory literackie, głównie powieści, opowiadania i nowele, o różnorodnej tematyce, które pisane są prozą lub wierszem. Ich współczesne znaczenie jest (głównie) rozrywkowe. Najczęstszymi tematami beletrystyki są historie miłosne, powieści sensacyjne, fantastyczne, a także dzieła o treści filozoficznej, estetycznej, literacko-krytycznej.  W utworach beletrystycznych obecna jest fikcja literacka.

## Różnica pomiędzyksiążką popularnonaukowąa beletrystyczną
Publikacja popularnonaukowa to książka, która porusza tematy naukowe, które nie są jednak poddawane naukowej recenzji. Z kolei książka beletrystyczna to zazwyczaj klasyczna powieść. Różnice pomiędzy książkami:
- w powieści beletrystycznej postacie są wymyślone, fikcyjne, w książce popularnonaukowej zjawiska i fakty są realne, oparte na prawdziwych zdarzeniach,
- każda książka ma inny cel – celem literatury beletrystycznej jest dostarczenie czytelnikowi rozrywki, zabawy, zaciekawienia; wzbudzenie wzruszeń i nauka wartości. Głównym celem książek popularnonaukowych jest dostarczanie czytelnikom wiedzy z konkretnych dziedzin, pogłębianie ich zainteresowań. I to wszystko w bardzo przystępny dla czytelnika sposób[4].